# Феррерс, Роберт, 3-й барон Феррерс из Чартли
Роберт де Феррерс (англ. Robert de Ferrers; 25 марта 1309, Чартли, Стаффордшир, Королевство Англия — 28 августа 1350) — английский аристократ, 3-й барон Феррерс из Чартли с 1324 года.
Роберт был вторым сыном Джона Феррерса, 1-го барона Феррерса из Чартли, и его жены Хависы де Мушегро. Он родился в 1309 году. После смерти бездетного старшего брата в 1324 году Роберт унаследовал семейные владения и баронский титул. Он участвовал в войнах короля Эдуарда III в Шотландии и на континенте; в частности, сражался с французами при Креси в 1346 году.
Барон был дважды женат. Первая супруга, Маргарет (о её происхождении ничего не известно), родила ему сына Джона. Вторая, Джоан де ла Мот, родила сына Роберта, ставшего первым бароном Феррерс из Уэма.